# Ziltendorfer Niederung
Die Ziltendorfer Niederung ist eine Tiefebene in Brandenburg.

## Lage und Beschreibung
Die durch Deiche vor den normalen Hochständen der Oder geschützte Flussaue befindet sich im Landkreis Oder-Spree des Bundeslandes Brandenburg. Sie besteht überwiegend aus Schwemmland des Flusses Oder, der nach Osten und Norden eine Schleife bildet und hier die heutige Staatsgrenze zu Polen darstellt. Im Westen wird die Niederung von dem Oder-Spree-Kanal und der Schlaube begrenzt. Weiter westlich befindet sich als natürliche Grenze der Übergang zu den eiszeitlichen und höher gelegenen Moränenrücken. Hier befinden sich (von Nord nach Süd) die Gemeinden Brieskow-Finkenheerd, Wiesenau, Ziltendorf, Vogelsang und Eisenhüttenstadt. Diese Gemeinden gehören (mit Ausnahme von Eisenhüttenstadt) zum Amt Brieskow-Finkenheerd. Ein nicht unerheblicher Teil der Niederung gehört zur Gemeinde Ziltendorf mit den beiden Ortsteilen Ernst-Thälmann-Siedlung und Aurith.

## Geschichte
Ein Ausgangspunkt für die Besiedlung ist die ehemalige Zisterzienserabtei Kloster Neuzelle, die im 16. Jahrhundert Vorwerke in der Ziltendorfer Niederung gründete. So entstanden das „Vorwerk Ziltendorf“, aus dem später die Ernst-Thälmann-Siedlung hervorgegangen ist, sowie das „Vorwerk Aurith“, das den Ursprung des heutigen Ortes Aurith begründet. Nach der Säkularisation des Klosters im 19. Jahrhundert wurden die landwirtschaftlichen Flächen dem neu gegründeten „Stift Neuzelle“ als Vermögensverwalter angegliedert und verpachtet.
Während der Bodenreform in der Sowjetischen Besatzungszone ab 1945 wurden in Aurith und im Vorwerk Ziltendorf zahlreiche Flüchtlinge aus den Ostgebieten angesiedelt. Während des Aufbaus der neuen Siedlungen in den Jahren 1947–1950 behielt Aurith seinen Namen, während die Siedlung im ehemaligen Vorwerk Ziltendorf nach dem ehemaligen Vorsitzenden der KPD Ernst Thälmann, der von den Nationalsozialisten am 18. August 1944 im KZ Buchenwald ermordet wurde, benannt ist und seither seinen Namen trägt.

## Oderhochwasser
Während des Oderhochwassers 1997 war die Ziltendorfer Niederung im Fokus der bundesdeutschen Medien. Nach Starkniederschlägen in Polen und Tschechien im Juli 1997 stieg der Pegel der Oder kontinuierlich auf deutlich über 6 Meter an und lag damit gut 3,50 Meter über dem sonst üblichen Wasserstand in den Sommermonaten. Neben weiteren gefährdeten Gebieten begann auch in der Ziltendorfer Niederung am 22. Juli 1997 die Evakuierung. Am 23. Juli brach der Deich bei Brieskow-Finkenheerd und einen Tag später, am 24. Juli, der Deich einige Kilometer weiter südlich bei Aurith. Die Wassermassen ergossen sich somit ungehindert in die Ziltendorfer Niederung und überfluteten die Ortschaft Aurith sowie die Ernst-Thälmann-Siedlung. Aufgrund der rechtzeitig eingeleiteten Evakuierungsmaßnahmen waren keine Opfer zu beklagen. Die Sachschäden waren jedoch erheblich, konnten aber, nicht zuletzt dank überregionaler Spenden, in der Nachfolgezeit weitestgehend behoben werden. Bei der Verteilung der Spendenmittel gab es jedoch auch Unstimmigkeiten.
Mittlerweile gehen die Planungen hier wie anderswo in überflutungsgefährdeten Gebieten in die Richtung, nicht nur nach Naturkatastrophen lediglich die Deiche zu erhöhen und zu verstärken, sondern auch, so dies möglich ist, gegen die Ursachen für solche Hochwasserstände wie beispielsweise die Waldrodung vorzugehen und gleichzeitig Ausweichflächen für das Wasser wie Überflutungspolder zu schaffen sowie die Besiedlung gefährdeter Regionen einzuschränken.